# Ruszpolyána

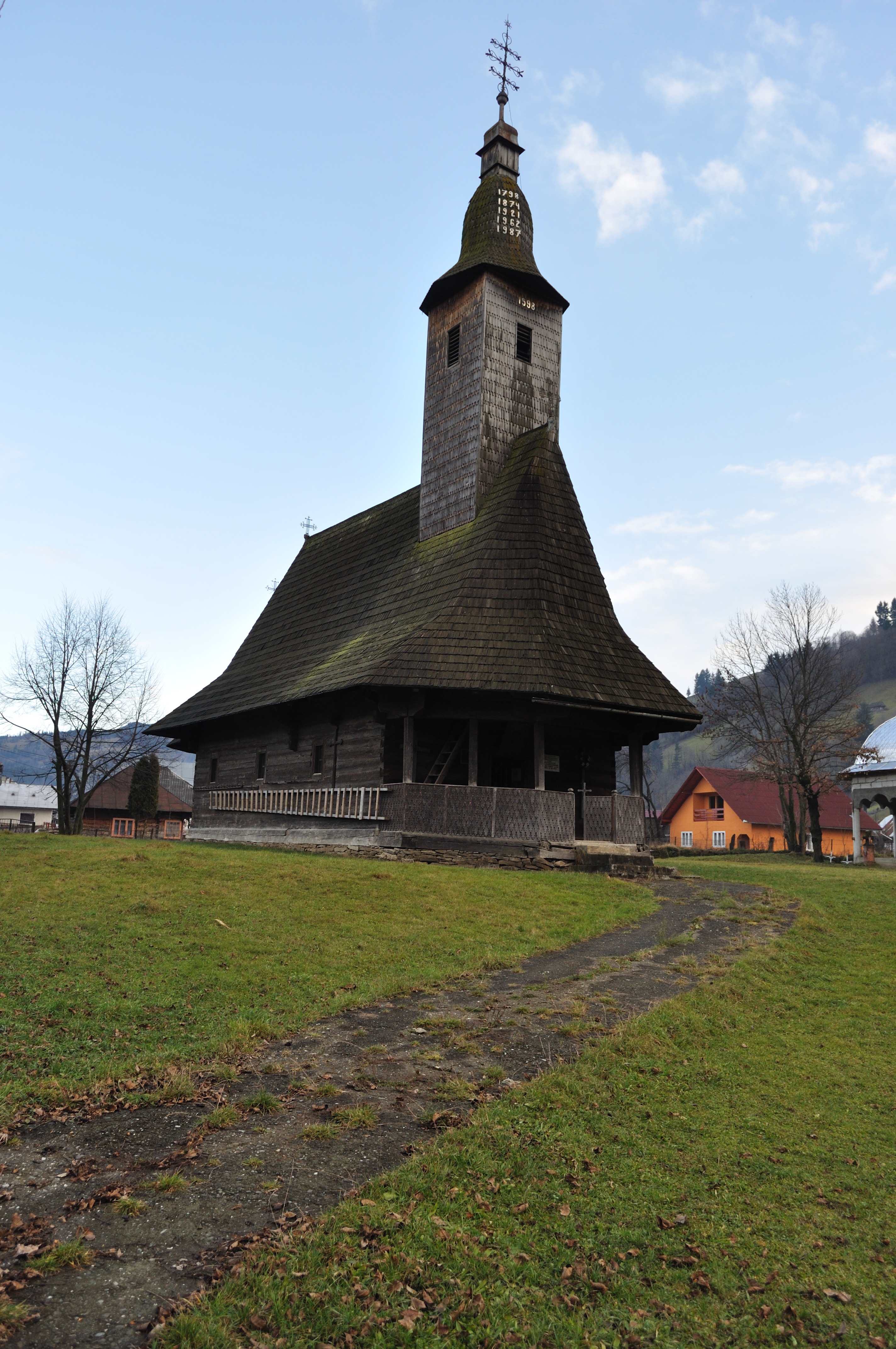

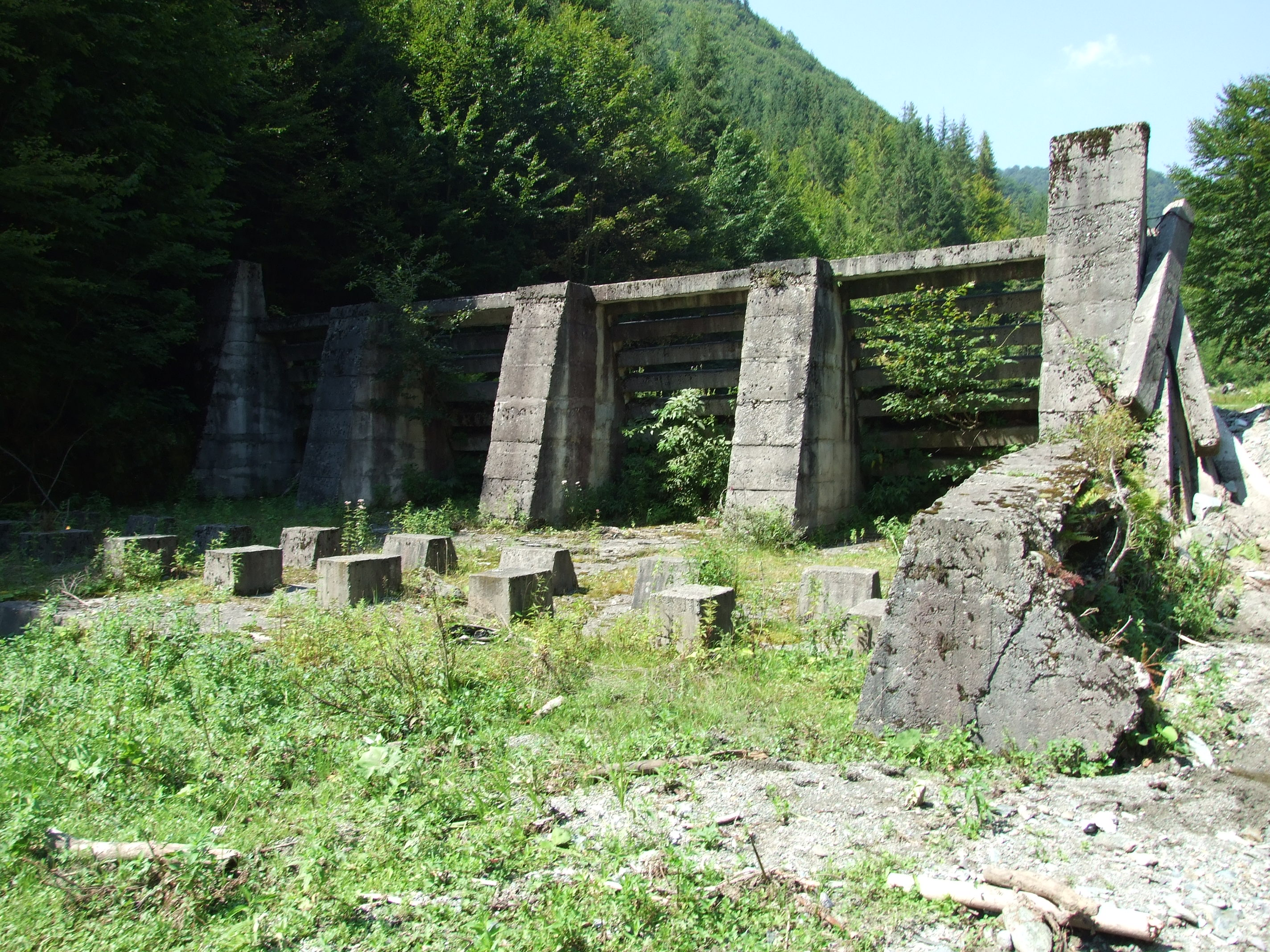

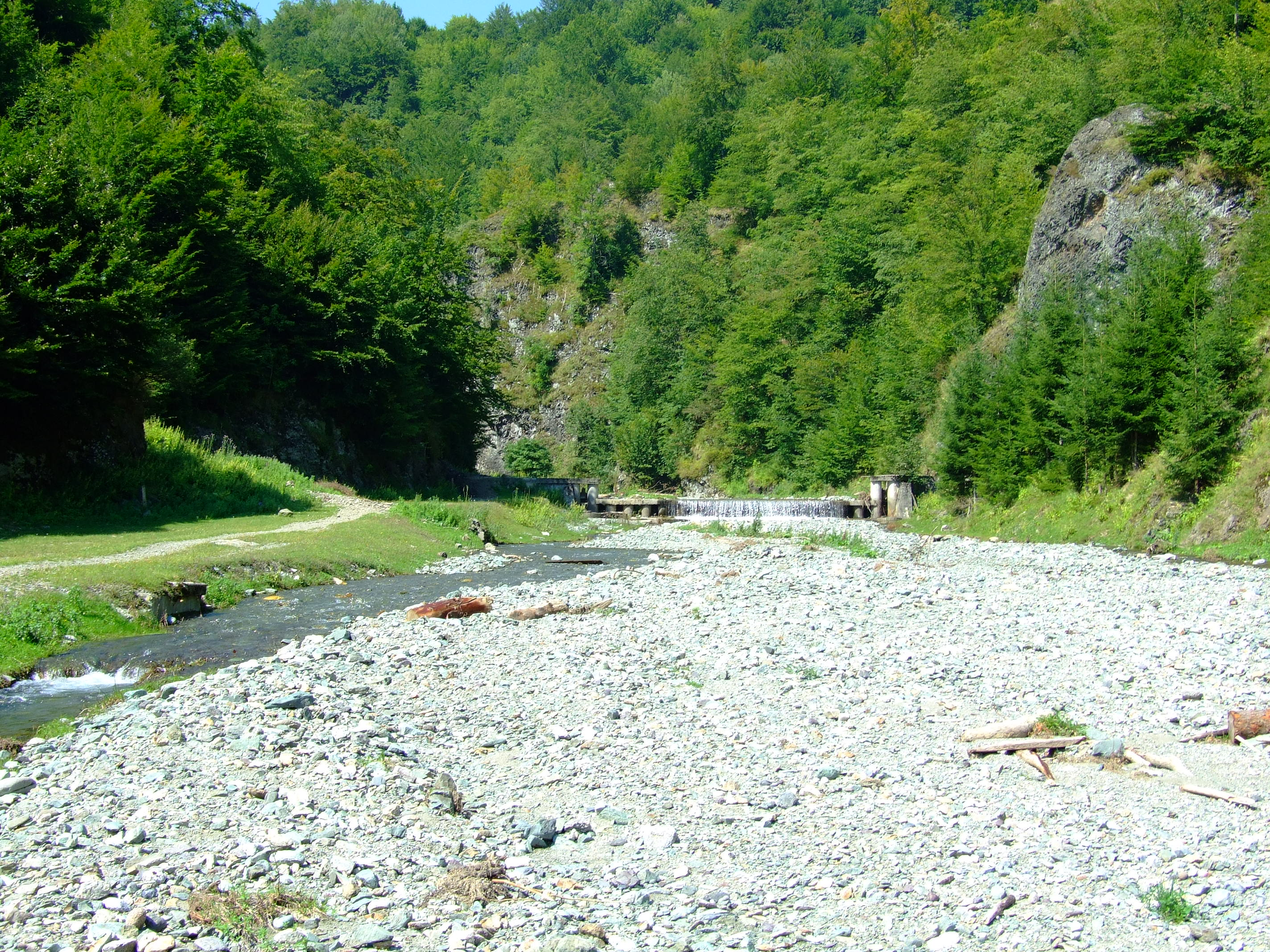

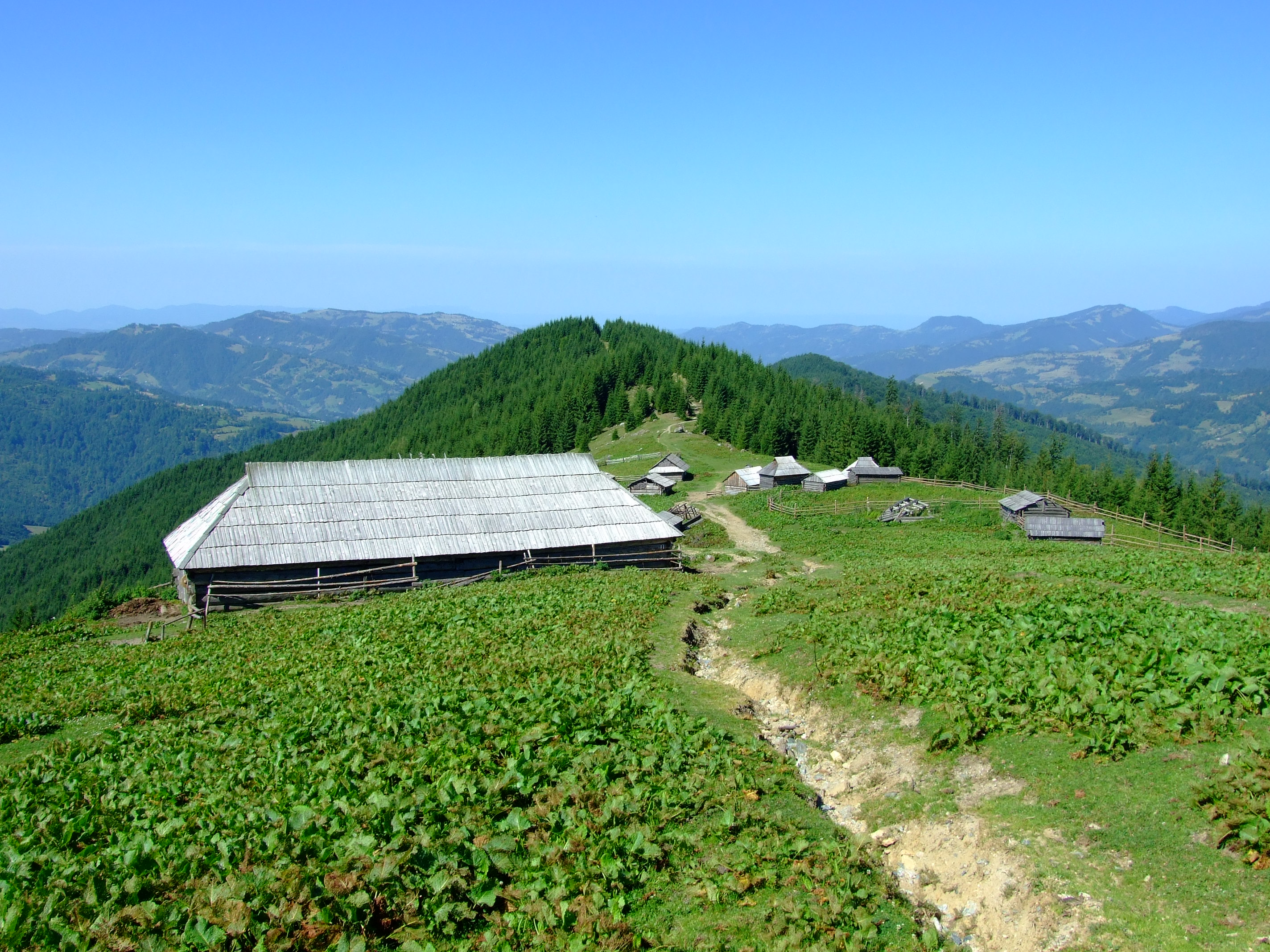

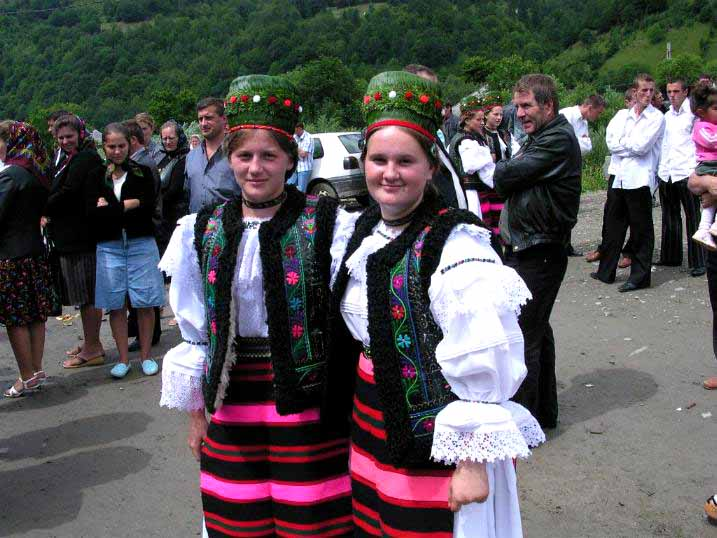

Ruszpolyána, 1901 és 1919 között Havasmező, 1940 és 1944 között Ruszkirvával egyesítve Havaskő néven (románul: Poienile de sub Munte, korábban Ruspoiana, ukránul: Русь-Поляни vagy Поляни, jiddisül פּאליען-ריסקווה, németül: Reußenau) falu Romániában, Máramaros megyében, a történeti Máramarosban, az ukrán határ mellett. Máramaros megye legnagyobb területű községét alkotja.

## Fekvése
Központja Máramarosszigettől 61 km-re kelet–délkeletre, a Máramarosi-havasokban, a Ruszkova mentén helyezkedik el. Tíz, kisebb-nagyobb házcsoportból és a hegyoldalakon szórtan épült portákból áll.

## Nevének eredete
Hagyományos nevének első tagja ruszin lakosságára utal, a második pedig a szláv poljana 'erdei tisztás' szóból származik. Újabb magyar nevét a helységnévrendezés idején alkották. Ezzel egyszerre született román neve is, szintén mesterséges névalkotással. Történeti névalakjai: Rwskapolanya és Polyna (1411), Ruszkuoapojana (1600), Rusz-Polyana (1715–1720) és Ruszko-Poiana (1827).

## Története
Hucul lakosságú település volt Máramaros vármegyében. A hagyományos, önellátó penduláris juhtartás mellett lakói között fegyverkovácsok, szűcsök és prémvadászok is voltak. A 17. században valószínűleg egy kompakt települést képezett és a tanyásodás csak a 19. század közepén, a fafeldolgozás konjunktúrájával kezdődött. 1956 után, amikor egy részét Ruszkirvához csatolták, még 17 házcsoport alkotta.
1566-ban lakosságát pestisjárvány tizedelte, amelynek emléke ma is él a helyi hagyományban és a pestistemető helyét határnév őrzi.
1845-ben éves (országos) vásár tartására kapott jogot. Zsidó hitközségében 1875-től szolgált saját rabbi. A ruszpolyánai zsidók vallásilag a máramarosszigeti haszid Teitelbaum rabbikhoz kötődtek.
A Szokoló községrész évszázadokon keresztül természetes határt képezett a Magyar Királyság és Galícia között.
1941 és 1944 között, az Árpád-vonal részeként a magyar hadsereg bunkereket épített a Ruszkova völgyének szűkebb szakaszain és főleg a Bardău-patak befolyásánál. A vonal bevetésére nem került sor. 1945 első felében, a szovjet megszállás idején a vidék Ivan Odovicsuk ukrán nacionalistáinak befolyása alatt állt. Ekkor több szovjetbarát, románellenes tüntetésre került sor. Az Odovicsuk-párti Banderov ukrán partizánjai még 1949-ig folytatták gerillaháborújukat a hegyekben. 1947-ben egy élelmiszert rekviráló ukrán partizáncsoport meggyilkolta a deportálás és a haláltábor 17 zsidó túlélőjét. 1952-ben itt állították föl az ortodox egyházba kényszerített romániai ukrán görögkatolikusok esperesi központját.
Mint hegyvidéki községet, nem kollektivizálták. A központi településrészen blokkházakat építettek.
Az 1960-as években megalakult pünkösdi gyülekezete mára a legnagyobb vidéki pünkösdi közösség Romániában.
A férfiak között régi hagyománya van a távoli vidékeken végzett famunkának. A 20. század utolsó harmadában lakói közül sokan áttelepültek a Bánságba, ahol korábban erdőkitermeléseken dolgoztak. Mára a tejbegyűjtés megszűnt, így lakói kizárólagosan az állattartásból nem tudnak megélni. A legtöbben Spanyolországban, Portugáliában vagy más nyugat-európai országban vállalnak munkát. Jellemző, hogy az elszórt házakból az emberek a műúthoz közel eső házakba települnek.
A ruszpolyánai ruszinok valószínűleg a nyelvcsere kezdeti fázisában járnak. A többség aktívan ruszin–román kétnyelvű úgy, hogy vannak idősebb emberek, akik nem értenek románul, a fiatalok egy része viszont nem beszéli a helyi ruszin nyelvjárást.

## Népessége
- A 18. század közepén 159 család lakta.
- 1838-ban 2254 görögkatolikus, 46 zsidó és 36 római katolikus vallású lakosa volt.[3]
- 1864-ben 2618 görögkatolikus, 61 zsidó és 18 római katolikus vallású lakója volt.
- 1900-ban 4807 lakosából 3608 volt ruszin, 1082 német (jiddis), 90 magyar és 27 román anyanyelvű; 3671 görögkatolikus, 1044 zsidó és 90 római katolikus vallású.
- 2002-ben 10 033 lakosából 9696 volt ukrán, 256 román és 61 magyar nemzetiségű; 8176 ortodox, 1377 pünkösdi, 318 adventista, 77 görögkatolikus és 62 római katolikus vallású.

## Látnivalók
- Ortodox fatemploma 1788-ban épült, tornya harang formájú. Múzeummá alakították át, szakrális célokra nem használják.
- Görögkatolikus fatemplom.
- Népi építészet, építmények. Archaikus vonás, hogy néhány udvaron ma is láthatók sírkeresztek, ugyanis az elhunytakat a házuk mellé temették.
- Az Árpád-vonal bunkerei
- Zsidó temető (nem messze a fatemplomtól).
- Az első világháborús hadi temetőben osztrák–magyar és német katonák nyugszanak, 93 sír még azonosítható. Kis kápolna is tartozik hozzá.
- A Vinderel- (Vércse-) tó a Mihailec és a Vár-kő közötti nyeregben, 1615 méteres magasságban található. Preglaciális eredetű. Felülete 0,9 hektár, legnagyobb mélysége 5,5 m (bár a falusiak feneketlennek hiszik). Ha hóolvadáskor vagy esőzések után túlfolyik, keleti peremén vizét vízesés vezeti le.
- Szénsavas források („borkutak”), tíz barlang.

## Gazdasága
Gazdaságának két meghatározó ágazata a fakitermelés és -feldolgozás és az állattartás. 29 515 hektáros területéből 19 500 erdő, 5100 legelő, 3700 rét és 800 szántó.
A nagy távolságok miatt a községben egy taxitársaság is működik.

## Oktatás
- A község nagy kiterjedése miatt 4 nyolc osztályos, 9 négy osztályos iskola és 18 óvoda működik benne.